# Канукова Лариса Харитонівна
Лариса Харитонівна Канукова (осет.: Х'аних'уати Харіт'они чизг Ларисæ; нар. 11 липня 1951, Орджонікідзе, Російська РФСР, СРСР) — радянська і російська композиторка, педагогиня, заступниця голови правління Союзу-композитор.
Заслужений діяч мистецтв РФ (1993). Член Спілки композиторів СРСР з 1975 року.
Авторка 3 симфоній, 5 кантат, численних хорових, вокальних, інструментальних циклів, камерної та програмної музики, музики до спектаклів та кіно.

## Біографія
Після закінчення Орджонікідзевського музичного училища, вступила до Московської консерваторії, на факультет композиції до класу Арама Хачатуряна.
У 1975 році на відмінно закінчила консерваторію з дипломною роботою «Святкова увертюра», яка була виконана Московським державним симфонічним оркестром під керівництвом Вероніки Дударової у Великому залі Московської консерваторії.
У 1975 році прийнята до Спілки композиторів СРСР.
У 1982 — 1985 роках навчалася в аспірантурі Московської консерваторії у професора Альберта Лемана.
Лариса Канукова була членом журі багатьох конкурсів молодих композиторів.
З 2004 року — директорка та художній керівник, створеної нею, Державної музичної школи композиції у м. Київ Владикавказ.
Живе та працює у Владикавказі.

## Твори
Опери
- «Яблуко нартів», у трьох актах, 2012

Балети
- «Перед судом», у двох актах, на лібрето О. Єгорової та Ю. М'ячіної за поемою К. Л. Хетагурова, 1980

Симфонії
- Симфонія № 1, одно часткина, 1978
- Симфонія № 2, у 3-х частинах, 1991
- Симфонія № 3, 1981—1999

Кантати
- Мементо цикл кантат для змішаного хору та симфонічного оркестру на вірші Г. Лорки, 1977—1981:
  - Кантата № 1 «Ранок»
  - Кантата № 2 «День»
  - Кантата № 3 «Вечір»
  - Кантата № 4 «Ніч»
- Кантата «Сонячна» для дитячого хору та симфонічного оркестру на вірші К. Ходова, 1981

Для оркестру
- Увертюра «Святкова», 1975
- «Гіно», «Школяр» для дитячого хору та оркестру на вірші К. Л. Хетагурова, 1979
- «Іристон» поема для змішаного хору в 2-х частинах, 1984
- «Арг'ау» для жіночого хору, 1987
- «Сонет Петрарки» для змішаного хору, 1988
- Три сонети Мікеланджело для змішаного хору, 1989
- Сонети Шекспіра, цикл для жіночого хору, 1993
- «Хохаг куивд» для жіночого хору, 1993
- Гімн для хору та великого симфонічного оркестру, 1994
- Експромти на Різдво, цикл для жіночого хору, 1994

Інструментальні
- Концерт для фортепіано з оркестром, 1998
- Струнний квартет № 1, 1971
- Струнний квартет № 2, 1972
- Струнний квартет № 3, 1990
- Соната для скрипки та фортепіано, 1970
- Соната для кларнету та фортепіано, 1974
- Прелюдія та фуга для флейти, гобою, кларнета та фагота, 1973
- Квартет для дерев'яних духових, 1972
- Фанфари для мідних духових, 1973
- Скерцо для флейти, скрипки та фортепіано, 1978
- Токката для фортепіано, 1979
- Збірник дитячих п'єс фортепіано, 1969
- «Ранок у горах», п'єса для фортепіано, 1969

Для голосу
- 4 романси для голосу та фортепіано на вірші К. Л. Хетагурова, 1970
- «Я у цей світ прийшов», балада для тенора та фортепіано на вірші К. Бальмонта, 1976
- Cantus firmus для сопрано та органу, 1982
- Пісні від першої особи, цикл для голосу та фортепіано на вірші Р. Бернс, О. Хайам, М. Сервантеса, О. Пушкіна
- «У бурю», балада для мецо-сопрано та фортепіано на вірші К. Л. Хетагурова, 1994
- «Написи», цикл пісень для голосу та фортепіано на вірші Р. Гамзатова, 1994

## Нагороди
- Заслужений діяч мистецтв РФ (1993)[1]
- Заслужений діяч мистецтв Північно-Осетинської АРСР (1986)
- Лауреат I премії міжнародного конкурсу композиторів у Берні (Швейцарія, 1990)